# Cladonota guimaraesi
Cladonota guimaraesi är en insektsart som beskrevs av Albino Morimasa Sakakibara 1981. Cladonota guimaraesi ingår i släktet Cladonota och familjen hornstritar. Inga underarter finns listade i Catalogue of Life.